# Aku no Monogatari
Aku no Monogatari (悪ノ物語 lit. La historia del mal?) es una serie de doce canciones hechas por Akuno-P (mothy), una colección que forma parte de una misma historia. Pertenece a la saga Seven Deadly Sins de Vocaloid, representando a la vanidad y orgullo.

## Historia
La serie fue escrita utilizando el software Vocaloid y referencias hacia varias mascotas de Vocaloid y Utau. La primera canción de la serie, Aku no Musume, no obtuvo mucha atención cuando fue subida a Nico Nico Douga el 6 de abril de 2008. Fue solo un par de semanas más tarde, cuando la segunda canción de la serie, The Servant of Evil interpretada por Len Kagamine, subió el número de vistas y lo hizo ganar popularidad entre los usuarios de Nico Nico Douga.
twiright prank:
En EC 491, El Rey Arth de Lucifenia acaba de morir y sus dos hijos, la Princesa Riliane y el Príncipe Alexiel, tienen apenas 6 años cuando, jugando en la playa, se encuentran con un espejo dentro de una caja oculta en la playa (contenedor de pecado), del que sale un demonio. El demonio, que dice estar hambriento, es atendido por el príncipe Alexiel, quien en gratitud recibe un “secreto” por parte del demonio: “Escribe un deseo en un pergamino, colócalo en una botella de cristal, déjala a la deriva del océano, y un día tu deseo será realidad”. Por otro lado a Riliane, que no le compartió de su merienda, termina por poseerla… ¿Pero qué está pasando? ¿Qué hacia ese demonio en la playa?
Sucede que para ese tiempo había un ministro en Lucifenia, Presi Rogzé, que anhelaba el puesto de primer ministro, pero no podía obtenerlo debido a su rivalidad con quien tenía el puesto: El primer ministro Genesia. Presi recibe la oferta por parte de su hermana, la Reina Prim Marlon, de ayudarle y de paso conseguir el título de primer ministro. La idea era conseguir que el príncipe Alexiel, sucesor al trono del recién fallecido Arth, fuera poseído por el demonio de la Gula para así poder manipularlo y hacer que Presi se convirtiera en su guardián, llegando finalmente al puesto de primer ministro. 
Sin embargo algo salió mal durante el plan y la princesa Riliane fue la poseída. Para solucionarlo Presi decidió argumentar contra el resto de ministros que el testamento que dejaba a Alexiel como sucesor era falso, y que el verdadero sucesor era Riliane, pero viendo que nadie le creía decidió que solo había una forma de hacer que Riliane ascendiera al trono: matar a Alexiel y a los Tres Héroes, que interferían en su camino. Su plan terminó por fracasar, y Presi fue asesinado por dos de los tres héroes, Elluka y Mariam. Pero la Reina Anne, asustada por lo que habían intentado hacerle a su hijo, decidió declararlo públicamente muerto y darlo en adopción al otro de los tres héroes, Leonhart Avadonia. 
Poco después Elluka exorcizó el demonio que Riliane tenía dentro, haciéndole perder todos sus recuerdos sobre su hermano…
La maldad de Riliane pronto sería registrada en la historia, todos la reconocerían como “La hija del mal”, y todos hablarían de la princesa en el futuro.
Su sirviente, Allen, quedaría oculto por el resto de los tiempos, nadie conocería sus acciones y su vida siempre quedaría como un misterio.
aku no musume :Se cuenta la historia de un reino inhumano y vil. Rilliane Lucifen d'autriche, tiene 14 años y reina del país de lucifenia, la traidora inhumanidad, su sirviente es Allen (alexiel lucifen d'autriche) Avadonia, gemelo el cual fue adoptado por uno de los 3 héroes de lucifenia llamado leonarth avazdonia, el fue adoptado porque su madre anne lucifen d'autriche lo tomo como muerto porque lo intentaron matar mientras gobernaba el castillo de lucifenia y le tenían demasiado odio. Ella estaba enamorada del príncipe Kyle Marlon (Kaito), con el cual estaba comprometido, pero este canceló el compromiso para poder quedarse con su amada Michaela (Miku). Rilliane, llena de envidia mandó a matar a todas las chicas de pelo verde cual objetivo era matar a michaela, tiempo después rilliane le tenía demasiado odio a Leonarth (padre adoptivo de germaine y allen) así que rilliane mando a matarlo con ayuda de Allen, Allen no podía desobedecerla así que lo mató aprovechando que estaba borracho; las palabras últimas de Leonarth fueron "¿por que nunca me llamaste padre com Germaine?" al enterarse de esto Germaine se alzó junto con Kyle a lucifenia con cuyo objetivo era matar (degollar)a rilliane entraron al reino y atraparon a rilliane en el cuarto de sonidos,después de arrestarla un día antes de su cumpleaños se dio su ejecución a las 3:00 a de la tarde. A esta se le llamo revolusion Lucifeniana
aku no meshitsukai : el cual es Allen Avadonia (alexiel lucifen d'autriche  y es el sirviente y gemelo  de Rilliane el obedecía todas sus órdenes, cumpliendo todos sus caprichos egoístas causados por su soberbia mesclada con gula, cuando fue la caza verde, allen descidio esconder a michaela en el bosque held, después en la guerra de ephelgort y lucifenia ney se disfrazo de allen para matar a michaela porque ella ya sabía que la había escondido, sin importar qué clase de atrocidad fuera el lo hacia. Llegando a asesinar a su padre adoptivo, Leonhart Avadonia. En el momento en el que el ejército revolucionario de Lucifenia y ephelgort había rodeado el palacio, Allen se había dado cuenta llevándose a rilliane a su cuarto contandole el plan que tenía, rilliane se negó, porque ella era consciente de lo que había hecho y empezó a llorar pero....Allen le reveló que eran gemelos y rilliane lloro más, ahora la rilliane llorosa decidió aceptar el plan haciendo que ellos dos cambiaran lugares, allen fue encarselado y encontrado en el lugar de sonidos, kyle fue a decirle y desahogarse con el pegandole y haciéndole atrocidades, en cambio germaine le confeso que ya sabía que era allen, allen no se sorprendió y le contó su plan germaine lloro, luego se fue del lugar, a las 3 de la tarde un día antes de su cumpleaños fue degollado por kyle mientras que su hermana veía como fue asesinado, dejando atrás a una traumatizada y arrepentida Rilliane.
La sexta canción es "Regret Message - Mensaje de Arrepentimiento""
Luego de la Ejecución de Allen, la arrepentida y deprimida Rilliane vivía en un pequeño pueblo cerca de la costa, recordó que una vez, cuando eran pequeños, él le había contado un secreto que la gula le había contado decía: "Si escribes un deseo en una hoja de papel,  lo introduces en una botella y lo hechas al mar y si se lo lleva la corriente algún día éste se haría realidad". Así, Rilliane va a la playa y pide su deseo, el cual es renacer junto a Allen.
Shiro no Musume - La hija de Blanco" Más de un mes después, Clarith pasó por el Bosque del Árbol del Milenio en un recado cuando encontró a una chica Elphe inconsciente junto al Árbol del Milenio, enferma de fiebre. Clarith se llevó a la chica a casa y la atendió hasta que recuperó el conocimiento, explicándole gentilmente que tenía fiebre y se había desmayado. Cuando Clarith se disculpó porque la chica tuviera que ser atendida por un Netsuma, la chica le agradeció por su cuidado, sorprendiendo a Clarith.
Después de saber su ubicación, la joven se presentó como "Michaela" y Clarith se presentó a su vez y le preguntó a Michaela por qué estaba en el bosque. Se enteró de que Michaela estaba tratando de llegar a Aceid, habiendo venido de Lucifenia, donde vivían muchos tipos de razas. Durante su charla, Clarith rompió a llorar histéricamente antes de que su madre las interrumpiera para darle a Michaela su sopa.
Al escuchar que su madre planeaba poner su "ingrediente secreto" en la sopa que trajo, Clarith inmediatamente se levantó de su silla y se apresuró a evitar que su madre pusiera gusanos en la sopa de Michaela.[5] Un golpe se oyó desde la puerta y el jefe de la aldea llegó con su secuaz, Eugen, vino a cobrar el alquiler. Mientras el jefe la intimidaba, Michaela interrumpió y se ofreció a pagar el alquiler de Clarith como agradecimiento por su ayuda anterior.
El jefe de la aldea se fue y Clarith continuó preocupada por el gesto de la chica. Michaela luego le dijo a Clarith que pagaría el alquiler a cambio de que la dejaran quedarse con ellas, y Clarith aceptó.[4] Poco después, Clarith explicó la forma en que funcionaban las cosas en la aldea, como el hecho de que el conde Félix tenía jurisdicción sobre la región y el jefe simplemente le pagaba las cuotas por la tierra. Las dos finalmente se despidieron por la noche.
Una mañana, cuando Clarith comenzó a irse a trabajar, Michaela insistió en aprender también a trabajar los campos y la acompañó, Clarith le enseñó a cuidar la tierra y los cultivos. Mientras trabajaba, notó cómo Michaela se ganó la atención de los aldeanos, asociándose felizmente con los otros Elphe durante los siguientes seis meses y volviéndose cada vez más popular. Con el tiempo, el hijo del jefe de la aldea Ayn también comenzó a acercarse a Clarith y hablar con ella.
Un día de ese verano, Clarith vio a Michaela agotada y trató de llamarla, cuando Chelsea se ofreció a tomar un descanso con ella. Siguiendo a las dos al cobertizo de trabajo, Clarith se escondió detrás de una pared y escuchó mientras las dos hablaban. Mientras Chelsea la insultaba continuamente, Clarith regresó a los campos. Cuando intentó acercarse a Michaela más tarde ese día, la vio hablando con otros aldeanos y se rindió para regresar a casa sola.
En el camino, Ayn la saludó y habló casualmente con ella, antes de que Michaela llegara y conversara con él. Después de que Ayn se fuera, Clarith volvió a casa con Michaela, hablando en el camino sobre cómo había mejorado con los hombres y cómo Ayn podría haber comenzado a hablar con ella por afecto por Michaela. Cuando Clarith escuchó a Michaela decir que no estaba interesada en los hombres, se sintió complacida y reveló que sentía lo mismo.
Cuando estaban a punto de entrar a su casa, Chelsea llamó con vehemencia a Clarith y la arrastró a la parte trasera de la casa. Chelsea luego acusó a Clarith de "mirar lascivamente" a Ayn y la interrogó, advirtiéndole que se mantuviera alejada del hijo del jefe. Justo cuando Chelsea se preparaba para golpearla, Clarith observó, sorprendida, cómo Michaela intervenía y alejaba a las matonas. Aliviada, Clarith le agradeció profusamente a Michaela y las dos se abrazaron.
Al día siguiente, las dos salieron a trabajar y Clarith se cortó el dorso de la mano derecha. Durante su siguiente descanso, Clarith se encontró con Michaela detrás del cobertizo de trabajo y Clarith se avergonzó de hablar sobre su lesión.urante los siguientes meses, Michaela continuó pasando más y más tiempo con Clarith; mientras tanto, un médico vino a ver cómo estaba su madre y la diagnosticó como en las etapas finales de Gula, la mujer no tenía mucho más tiempo de vida. Como la enfermedad era actualmente incurable, Clarith solo trató los síntomas de su madre con analgésicos y pastillas para dormir. Ese noviembre, Clarith se reunió con Chelsea, quien le sugirió que Michaela solo salía con una Netsuma como ella para resaltar su propia belleza, y le dijo que la trataba con amabilidad para que se viera más amable y maravillosa con todos los demás.
Una noche, Clarith notó que Michaela salía de la casa y la siguió en secreto hasta los apartamentos con vistas a Aceid. Allí vio con asombro a Michaela cantar antes de dirigirse a ella directamente.[4] Sentadas juntas, las dos hablaron bajo las estrellas sobre la vida de pueblo, de las sospechas de Clarith de que Michaela era en realidad de la nobleza, y de la condición de empeoramiento de la madre de Clarith.
Michaela luego le preguntó a Clarith sobre la mansión que pertenecía a Keel Freezis en la distancia y Clarith describió su vasta riqueza y cenas mensuales. Aunque Clarith admitió su envidia porque él tuviera tantos amigos, dijo en voz alta que su amistad con Michaela era suficiente, incapaz de expresar sus preocupaciones por su conversación con Chelsea. Michaela luego sugirió que regresaran a casa y Clarith estuvo de acuerdo.
Una vez en casa, las dos encontraron a la madre de Clarith muerta, después de haber vomitado sangre y colapsado;[5] después de que Michaela fuera a buscar al jefe Clarith miró en silencio mientras el hombre se preparaba para mover el cadáver. Durante los días siguientes, Clarith cayó en depresión y escuchó los chismes de los aldeanos de que su madre sufrió y murió porque adoptó una Netsuma. Poco después, asistió al funeral de su madre con Michaela, pensando en lo que todos habían dicho durante la ceremonia y observando en silencio la tumba de su madre después.
Después de regresar a casa, Clarith y Michaela discutieron lo que haría a continuación, incluida la mudanza a Aceid. Durante la conversación, Clarith se quebró y finalmente le dijo a Michaela lo que había escuchado de Chelsea. Como Clarith insistió en que Michaela solo era amiga de ella para satisfacer su propia vanidad, Michaela la abrazó y le dijo que ella era una persona maravillosa. Al darse cuenta de que Michaela decía la verdad, Clarith le devolvió el abrazo mientras lloraba en los brazos de su amiga.[6]
Después de calmarse, las dos decidieron que se mudarían juntas a Aceid y discutieron la preparación para el viaje, antes de que Ayn irrumpiera en el interior buscándolas. Para sorpresa de Clarith, él explicó que Eugen había sido asesinado y que su padre, acusándola del hecho, estaba preparando una turba para arrestarla.[4]
Clarith y Michaela huyeron inmediatamente del pueblo con Ayn, escapando a través de las montañas; durante la caminata, los tres se tomaron un descanso junto a un árbol y Clarith se durmió. Luego, fueron el resto del camino a Aceid y se registraron en una posada en el distrito central cuyos dueños estaban familiarizados con Ayn. Agotada, Clarith se derrumbó en la cama y descansó durante la noche.[6]
Durante la semana siguiente, Clarith y Michaela buscaron exhaustivamente un nuevo trabajo desde el amanecer hasta el anochecer mientras se quedaban con el posadero y su esposa, aunque no pudieron encontrar un negocio dispuesto a contratar a un Netsuma. Después de regresar de otra búsqueda de trabajo infructuosa esa mañana, Clarith regresó y encontró a Michaela hablando con Mikina Freezis. Después de estudiar sus rasgos, Mikina inicialmente acordó contratar a Clarith pero no a Michaela, y solo accedió a contratar a la Elphe ante la insistencia de Clarith. Decididas a vivir en la Mansión Freezis, las dos rápidamente recogieron el poco equipaje que tenían y abandonaron la posada Después de mudarse a la Mansión Freezis, Clarith y Michaela comenzaron a entrenarse para convertirse en sirvientas adecuadas, aprendiendo sobre sus diversas tareas de Mikina. Unas noches más tarde, la pareja asignó a Clarith para que cuidara de su hija mayor, Yukina, o ayudara a las otras sirvientas.[6] Sobre el mes siguiente, Clarith luchó por aprender sus deberes mientras jugaba con Yukina y leía los escritos de la niña, reuniéndose con Michaela en la fuente del jardín después de la cena cada noche para charlar. Al final de su mes de prueba, tanto ella como Michaela fueron aceptadas como sirvientas menores.[2]
El 28 de diciembre, Clarith jugó con Yukina y luego se unió a Michaela y algunas otras sirvientas afuera para ayudar con la lavandería,[6] sorprendiéndose por el agua fría.[2] Las dos conversaron con las sirvientas hasta que fueron convocadas por Gerda para servir al conde Félix, quien las había pedido específicamente. Los dos, confundidas, sirvieron obedientemente al conde con la etiqueta adecuada según las instrucciones y se dieron cuenta de que estaba acompañado por Ayn. Una vez que Keel entró, los tres abandonaron la habitación para que pudiera reunirse en privado con el señor feudal.
Afuera, Ayn explicó que había oído hablar de su nuevo trabajo y acompañó al conde a verlas, revelando que su padre había sido arrestado y él se había alistado en el ejército de Elphegort. Su discusión fue interrumpida por Keel y el conde Félix saliendo de la habitación. Keel posteriormente fue abordado por Yukina. Cuando Ayn y el conde se iban, Clarith le agradeció por todo lo que había hecho.[6] Esa noche, Clarith acostó a Yukina y se unió a Michaela en el jardín; allí le habló sobre Yukina y su increíble destreza en la escritura, tranquilizando a Michaela cuando admitió sus celos por la atención que Clarith le prestaba.[2]
Después de un breve silencio, Clarith le pidió a Michaela que cantara la Canción de Cuna Mecánica que había cantado en Yatski, y escuchó su actuación posterior. Clarith luego vio como Keel revelaba que había estado escuchando y anunciaba su intención de contratar a un profesor de canto para que Michaela refinara su técnica. Las dos fueron enviados a la cama, y dos semanas después, en enero de EC 500, Clarith acompañó a Michaela en el salón de los banquetes mientras Keel se preparaba para mostrar el canto de Michaela a sus socios comerciales. Entre bastidores, apoyó a su amiga mientras deslumbraba a la audiencia. Con el paso del tiempo, Clarith comenzó a sentir celos cuando la "Diva de Elphegort" se hizo cada vez más popular y fue buscada por numerosos pretendientes masculinos.[6]
Rey del otro lado del mar
Después de las actuaciones de Michaela en otro de los banquetes mensuales de Keel, Clarith vio al Rey Kyle de Marlon hablar con Michaela en el salón y le preguntó sobre lo que dijo inmediatamente después. Al darse cuenta del colgante de concha que Kyle le dio, Clarith se dio cuenta de que Kyle también estaba tratando de enamorar a Michaela y trató de advertirle que no lo viera. Después de admitir sus temores de que Michaela la abandonara,[6] se disculpó y fue corriendo a atender a Yukina.[2]
Varias semanas después, Clarith estaba limpiando el pasillo y escuchó a Keel y Michaela hablando de Kyle en otra habitación, y se enteró de que el rey estaba comprometido con la princesa de Lucifenia. Horrorizada por la noticia, juró proteger a Michaela del aparente playboy Kyle; cuando Kyle, que había llegado por negocios, se acercó a Clarith inmediatamente después y le preguntó dónde estaba Michaela, Clarith le dijo que estaba ocupada en el mercado. Sin embargo, cuando Kyle se fue a buscarla, otra doncella envió a Michaela al mercado también y Clarith maldijo su error.
Luego probó numerosos métodos para humillar o ahuyentar a Kyle, incluido enviarle un perro y poner una cáscara de plátano en su camino, solo para que cada método le saliera por la culata. Cuando la pareja cruzó un puente en su camino de regreso a la mansión, Clarith trató de empujar a Kyle al agua y, como resultado, se cayó sobre sí misma. Mientras se agitaba y pedía ayuda, Kyle saltó al agua y la salvó; esa noche, Clarith se lamentó por sus fallas en la Cocina de la mansión.
Cuando Michaela se acercó a ella y le dijo que les habían ordenado llevar licor a Keel, Thorny y Kyle después de su reunión, Clarith sugirió que probaran el licor para asegurarse de que estaba bien y luego bebieron toda la botella. Borracha, Clarith irrumpió en la habitación privada de Keel y "entregó" lo que quedaba del licor, antes de que ella comenzara a gritarle a Kyle por no mencionar a su prometida y planear dejar tirada a Michaela. Cuando Keel intentó intervenir, ella discutió borracha con él hasta que finalmente se puso sobria.
Después, Clarith y Michaela fueron duramente regañadas por Keel por el arrebato de Clarith, y Clarith fue a los jardines de la mansión para enfurruñarse hasta que llegó Michaela. Mientras Clarith lamentaba su comportamiento, Michaela trató de animarla y gentilmente le dijo que fuera más abierta sobre sus sentimientos. Mientras lo hacía, Clarith espetó si se casaría con ella y Michaela respondió que tendría que pensarlo.[7]
En una ocasión, cuando el chef estaba enfermo, Clarith preparó una comida en su lugar para Yukina e impresionó a la familia Freezis, y a que a partir de ese momento se le asignaron más tareas de cocina. También se preocupó en una ocasión en que Michaela tardó mucho en regresar de su visita a la posada donde se hospedaron; cuando Michaela finalmente regresó y se disculpó por desviarse, Clarith también notó al niño que la acompañó de regreso a la mansión, Allen. Luego dirigió a Michaela a la lavandería y las dos lavaron la ropa juntas. Esa noche, las dos charlaron en el jardín sobre la posada.[8]
Caza Verde
Al día siguiente, Clarith estaba entre los convocados por Keel y escuchó como su mayordomo, Bruno, explicaba que el rey Kyle se había retractado de su compromiso con la princesa Riliane debido a tener una amante en Elphegort. Mientras explicaba, Keel especuló que Michaela era esa "amante". Clarith luego escuchó mientras Keel reprendía las acciones de Kyle, discerniendo que Riliane podría matar a Michaela; habló cuando Keel le dijo a Michaela que tenía escondites donde refugiarse, y durante la reunión determinó que debía proteger a Michaela y estar con ella en todo momento.
Una semana después, Clarith vio el Bosque del Árbol del Milenio quemado y oró a Dios por el bosque. Al día siguiente, al comienzo de La Caza Verde, Clarith se preparó para huir con Michaela por órdenes de Keel y consoló a Yukina cuando la niña lloró por su partida. Después de que Keel le diera a Michaela una capa para oscurecer su cabello verde, las dos se fueron a la aldea de Yatski; en el camino, vieron la matanza de mujeres esparcidas por la ciudad de Aceid y en la aldea destruida de Yatski.
Para sorpresa de Clarith, tropezaron con su antigua casa milagrosamente todavía en pie, y Clarith tomó algunas de las pastillas para dormir de su madre antes de irse. Apresurándose hacia el sur, las dos fueron repentinamente perseguidos por soldados lucifenianos a caballo. Cuando los soldados descubrieron a Michaela y se prepararon para matarla, Ayn llegó y les dio la oportunidad de escapar. Mientras huían, Ayn alcanzó a las chicas y decidió que alejaría a los soldados mientras ellas se escondían en el bosque. Las chicas corrieron a regañadientes hacia el bosque hasta que Ayn se les unió de nuevo.
Cuando escuchó a los soldados lucifenianos acercarse una vez más, Clarith le dijo a Michaela que le diera su capa, planeando distraer a los soldados mientras ella corría por seguridad. Las dos amigas se abrazaron y Clarith le confesó su amor a Michaela antes de finalmente besarla; mientras lo hacía, Clarith aprovechó la oportunidad para deslizarle las pastillas para dormir de su madre en su boca. Cuando Michaela perdió el conocimiento, le agradeció a Ayn y le pidió que llevara a Michaela al escondite de Keel mientras ella distraía a los soldados.[8] Desde allí la persiguieron, capturaron, y llevaron a la ciudad de Toragay para ser interrogada.[9] Durante los siguientes dos meses Clarith fue interrogada por el general Daniel Ausdin sobre la ubicación de Michaela, negándose a revelar la información a pesar de los intentos del general. El interrogatorio fue interrumpido por Corpa, quien llegó para liberarla. Mientras Corpa hablaba de esto con Daniel, Clarith se enteró de que Michaela había sido confirmada muerta y se mordió la lengua con dureza. Con un ataque de histeria y sangrando por la boca, Clarith cayó inconsciente y recibió ayuda médica.
Luego fue enviada a la Mansión Corpa en Rolled, y se enteró de que los Freezis se quedaron allí después de su liberación y la destrucción de su mansión. Al llegar, Clarith saludó calurosamente a Yukina y también se reunió con Mikina. Una vez que Mikina confirmó la muerte de Michaela, Clarith colapsó y se derrumbó, siendo consolada por Mikina y Yukina. Luego, Clarith fue a reunirse con Keel, que estaba en una reunión con un invitado a su lado. Después de saludar a Keel, Clarith conoció a su invitada Germaine Avadonia, quien poco después intentó reclutarla.
De Germaine, Clarith se enteró de la Resistencia de Lucifenia que planeaba iniciar una revolución en Lucifenia, y se le preguntó si quería vengar el asesinato de Michaela; Clarith respondió que lo consideraría y Germaine la amenazó con no traicionarlos. Keel calmó sus miedos y Germaine se fue con su camarada, York. Después de comentar sobre sus invitados, Clarith se fue a descansar por orden de Keel y se durmió. Pasó los siguientes días jugando con Yukina.
Un día, Keel se acercó a Clarith para discutir sus planes futuros y él le dijo que había decidido apoyar a la Resistencia Lucifeniana. Afirmando que Clarith había decidido no unirse a ellos, Keel se ofreció a mantenerla mientras su familia se mudaba a Marlon y ella se negó, incapaz de hacer frente a la pérdida de Michaela. Al estudiar una catedral Levin a través de la ventana, Keel sugirió que trabajara en un monasterio en el extremo oeste de Lucifenia para aclarar su mente. Cuando Keel le dijo que necesitaba aceptar la muerte de Michaela y seguir adelante, Clarith finalmente aceptó la oferta.[9]
Por un breve tiempo, Clarith se reunió con la Resistencia Lucifeniana para que pudieran comunicarse con Keel a través de ella. Un día llegó a una taberna lucifeniana en la plaza Milanais, en Rolled, para transmitirle a Germaine que Keel finalmente había decidido apoyar a la resistencia. Allí le pidieron una vez más que se uniera pero se negó, diciendo que estaba demasiado débil y que ya le habían dado un lugar para trabajar. Después de desearle lo mejor a Germaine y su revolución, Clarith salió de la taberna.[10]
Empezando de Nuevo
Durante los siguientes cuatro meses, Clarith trabajó en el Monasterio Held junto a la playa, cuidando a los niños, trabajando en los campos y rezando a menudo. Durante su tiempo, le escribió una carta a Keel comunicándole su progreso, y la abadesa también le contó acerca de que una leyenda del mar famosa era en verdad un contrato con un demonio. Un día, después del almuerzo, Clarith recibió la visita de la hechicera Elluka Clockworker y su aprendiz Gumillia, y le obsequiaron un árbol joven en una maceta.
Elluka explicó mientras tomaban té que el árbol joven albergaba a Michaela, que originalmente era un espíritu del bosque que había sido encarnado como humana por magia. Sin sorprenderse por la noticia, Clarith se enteró además de que Michaela había sido elegida como la sucesora de Held y se convertiría en el próximo Árbol del Milenio; mientras tanto, Keel había sugerido darle el retoño a Clarith. Aunque Clarith se alegró de saber que Michaela estaba viva, Gumillia impugnó la custodia de Michaela y recitó un hechizo para convocar su espíritu del árbol joven.
Cuando vio a su amiga aparecer ante sus ojos, Clarith habló con Michaela y su decepción fue que el breve hechizo ilusorio solo se podía usar unas pocas veces. Finalmente entendiendo que tenía que seguir adelante, ella y Michaela se confesaron su amor al unísono antes de que terminara el ritual. Cuando la ilusión desapareció, la derrotada Gumillia le dio el árbol joven a Clarith y le sugirió que la plantara en el bosque; antes de partir, también le dijo a Clarith que Michaela había sido vengada y que la Hija del Mal había sido asesinada en la revolución.[9]
Una semana más tarde, Clarith se llevó el árbol joven a la ciudad portuaria mientras se preguntaba qué hacer con él. Una vez que encontró un lugar para descansar, encontró a un joven desplomado en el suelo y descubrió que era una niña que sufría de hambre; aunque la chica delirante le suplicó que no se fuera,[11] Clarith buscó ayuda e hizo que la llevaran de regreso al convento. Allí supieron que la niña, Rin, no tenía adónde ir y Clarith le permitió quedarse en el monasterio.
Aunque Rin pronto reveló una actitud egoísta y malcriada hacia todos en el monasterio, Clarith continuó tratándola con amabilidad en recuerdo de cómo ella misma fue tratada una vez; lentamente, Rin comenzó a abrirse y a mostrar respeto por los demás, incluso le pidió a Clarith consejos de cocina. Unos días después de eso, Clarith, con la ayuda de otro niño llamado Denis, finalmente convenció a Rin para que la ayudara con el trabajo agrícola después de sacarla de una discusión con una mujer del clero.
Durante el almuerzo, Clarith regó las plantas mientras Rin disfrutaba de su comida y luego la niña preguntó por el retoño de Michaela. Clarith respondió que la planta era su amiga y declaró que toda las vida eran iguales, discutiendo esta creencia con la mentalidad menos igualitaria de Rin. Luego empezaron a hablar sobre sus creencias religiosas y Clarith afirmó que, independientemente de su secta, sus creencias Levin eran esencialmente las mismas. Mientras Rin limpiaba, Clarith la escuchó preguntar si todavía la trataría de la misma manera incluso si fuera una persona terrible, diciéndole a la chica que lo haría.
Con los años, el comportamiento de Rin mejoró y, sintiendo como si tuviera una hermana pequeña, Clarith comenzó a superar la muerte de Michaela.[12] Con el tiempo fue bautizada oficialmente como monja de la secta Held.[13] En EC 505, unos días después de que Rin le pidiera consejos de cocina, Clarith rompió una horquilla y la dejó en el confesionario; esa noche, recordando la horquilla, bajó al confesionario a buscarla y encontró la puerta abierta, y el confesionario ocupado.
Mientras escuchaba a escondidas, Clarith se dio cuenta de que era Rin quien estaba confesando; mientras la chica describía las atrocidades que había cometido y le rogaba a Dios que la perdonara, Clarith se dio cuenta de que Rin era en realidad Riliane, la Hija del Mal. Clarith se sintió abrumada por la rabia y tomó un cuchillo del armario. Al encontrar que Rin había desaparecido del confesionario, siguió en secreto a la niña desde el monasterio hasta la costa.
Desde allí, Clarith vio a Rin sacar una botella y enviarla al mar, recordando lo que la monja principal le había dicho sobre la leyenda. Cuando una voz comenzó a susurrarle, Clarith decidió matar a Rin antes de que se estableciera su contrato. Creyendo que la voz era Michaela, Clarith se enojó cada vez más hasta que se preparó para apuñalar a Rin, antes de que una visión de un chico apareciera y la detuviera. Después de un momento de lucha, Clarith se dio cuenta de que la voz de odio no podía ser la de Michaela y volvió en sí, con Rin ahora mirándola con calma. En conflicto, Clarith se acercó con el cuchillo y cortó violentamente el cabello de la chica en su lugar.[12]
Al día siguiente, Clarith llevó a Rin con ella al Bosque del Árbol del Milenio para plantar el retoño de Michaela. Cuando llegaron al sitio del Árbol del Milenio, las dos oraron y luego comenzaron a cavar. Durante su trabajo, Clarith se disculpó con Rin por cortarle el cabello y la cepilló casualmente. Después de trasplantar el árbol joven, Clarith prometió enseñarle a Rin cómo hacer brioche y ambas se arrodillaron para orar nuevamente. Una vez que Rin se disculpó, Clarith hizo lo mismo y las dos lloraron juntas hasta el anochecer.[14] Más tarde, le enseñó a Rin cómo hacer brioche como había prometido.[15] En EC 505, Clarith recibió visitas ocasionales de Mikina durante los siguientes seis meses, la mujer donó algunos de los libros de Yukina a la monja y habló sobre su búsqueda para encontrar los "Contenedores del Pecado". Durante una de estas visitas, Clarith notó que Mikina se veía aturdida antes de irse, y poco después se enteró de que Mikina no volvió a su casa. Cuatro días después, encontró a Denis interrogando a dos visitantes, que rápidamente reconoció como Germaine y Yukina. Después de reunirse felizmente con la niña que cuidó, Clarith las llevó adentro a las habitaciones de invitados, discutiendo la costumbre del monasterio de recibir viajeros.
Una vez que Germaine salió de la habitación, Clarith se encontró con Yukina en privado, discutiendo cómo había recibido muchos de sus libros de Mikina. Luego relató la reciente serie de visitas de Mikina, después dijo que permitiría que Yukina se quedara en el monasterio por un tiempo. Las dos conversaron sobre las aventuras de Yukina durante los últimos cinco años hasta que se dieron cuenta de que se les había acabado el té; Clarith llamó a Rin para que reemplazara la tetera, además de decirle que la reemplazara en otras habitaciones y que las trabajadoras de la cafetería prepararan las comidas para sus invitados.
Clarith vio como Rin y Yukina se conocían, y vio la sorpresa de Rin cuando supo que Germaine Avadonia estaba en la habitación contigua. Recordando rápidamente el pasado de su amiga, Clarith se preparó para entregarle el té a Germaine y trató de llevarse a Rin a toda prisa, solo para que se encontraran con Germaine al salir. Vio como Germaine compartía un breve y tenso momento con Rin, antes de decir que era un placer conocerla y se fuera. Interrogada por Yukina, Clarith se negó a hablar de ello y se comprometió a hacerlo cuando la niña fuera mayor. Luego salió de la habitación después de anunciar que la cena estaría lista en breve.[16]
Vida Posterior
Mucho más tarde, cuando Germaine y Yukina se mudaron del monasterio, un niño Netsuma fue abandonado en el orfanato y Clarith lo crio, nombrando al niño Ayn.[17] Algún tiempo después de EC 529, angustiada por la continua discriminación contra su clan, Clarith dejó el monasterio y fundó su propia orden monástica: las Hermanas de Clarith. Haciendo campaña para eliminar la discriminación de la sociedad, Clarith ordenó a sus otras hermanas que cuidaran de los pobres y los huérfanos en Evillious;[18] durante todo ese período, ella continuó en contacto con Rin.[19]
Durante la década de EC 530, después de la muerte del Árbol del Milenio y el descubrimiento de Michaela por parte de la secta Held, Clarith publicó un discurso sobre el nuevo Árbol del Milenio "reencarnado", declarándolo protector de la humanidad y dignos de su reverencia y amor. Luego inspiró a las Hermanas de Clarith a promover el respeto por el árbol y prohibió que se dañara.
Como parte de esta protección, Clarith estableció una iglesia en la entrada del Bosque del Árbol del Milenio, a través de la cual los visitantes potenciales del bosque podían ser examinados antes de ingresar. Después de que el proceso de examen se simplificara con la emisión de permisos de tráfico forestal, Clarith otorgó permisos a Elluka Clockworker y Gumillia para que pudieran pasar libremente al bosque.[20] Más adelante en su vida, Clarith publicó una biografía de su vida y su descubrimiento de la fe después de las dificultades antes y después de la Guerra Lucifenia-Elphegort.[17] En una línea temporal alternativa, tras la destrucción del Tercer Período y su posterior fusión con el Jardín Infernal, Clarith ayudó a Allen a enfrentar a la Princesa del Sueño por petición de Michaela.[21]Después de su muerte, Clarith fue enviada al Jardín Celestial y permaneció allí. En EC 1000, ella y las otras almas regresaron al Tercer Período cuando el mundo terrestre se fusionó con el Jardín Infernal.[22] Más tarde se reunió con Michaela en el Bosque del Árbol del Milenio destruido y se enteró de la reunión que estaba haciendo Allen Avadonia con varios de los contratistas de los Demonios del Pecado en el mundo destruido.
Cuando el nuevo Gift de la Princesa del Sueño comenzó a extenderse por el aire del mundo terrestre y puso a dormir a todas las almas afligidas,[23] Michaela le encargó a Clarith rescatar a Riliane y llevarla a Marlon, donde ella y los otros Demonios del Pecado estaban reunidos. Allí, los demonios iban a prestarle a Riliane su poder para detener el alboroto de la Princesa Sueño en Toragay.[24] Dada la bendición temporal del dios como protección contra el veneno, Clarith tomó el caballo Josephine, que recibió la misma bendición, y entró en el Palacio Real de Lucifenia.[23]
Al ver a los soldados del Partido Tasan atacar a Riliane, Clarith la rescató, y las dos huyeron del palacio antes de detenerse a descansar. Clarith entonces explicó que Michaela la había enviado para salvarla y que no estuvo en la fiesta de Riliane debido a su timidez por las multitudes. Como las dos razonaron que el Partido Tasan estaba en busca de los contratistas, Clarith evitó que Riliane regresara para salvar a Kyle, que también era un contratista.
Luego fueron interrumpidos por el Demonio de la Soberbia, quien explicó que solo los contratistas con alta compatibilidad estaban siendo cazados y que necesitaban la ayuda de los otros Demonios del Pecado. Los tres pronto partieron hacia Marlon, donde Michaela estaba con los demonios.[24] Después de que las tres se reunieran, Riliane partió con el Amo del Jardín Infernal mientras Clarith se quedó con Michaela. Más tarde, después de que Clarith y Michaela presenciaran las irregularidades en el cielo causadas por Ma, Clarith tuvo la tarea de vigilar a los Demonios del Pecado mientras Michaela viajaba al Teatro del Mal.[25]En los años posteriores a la muerte de Clarith, las Hermanas de Clarith continuaron con su misión de proteger el nuevo Árbol del Milenio y difundir buenas obras en Evillious. La vida de Clarith con Michaela fue detallada por Yukina en uno de sus cuentos de hadas de Freezis llamado "La Doncella de Madera", derivando el personaje de "La Hija de Blanco" de ella. Clarith y sus acciones también se detallaron en otra de las novelas de Yukina, "La Hija del Mal", ganando popularidad en todo el mundo durante los siglos siguientes.[26]
El huérfano Netsuma que ella salvó, Ayn, más tarde se convirtió en el primer jefe de la Policía Mundial y su nombre pasó a su nieto, Ayn Anchor. Mientras consultaba al alguacil sobre un reciente caso de asesinato en Toragay, Elluka compartió su conocimiento sobre su nombre y su origen con Clarith y su querido amigo, inspirando a Ayn a trabajar para estar a la altura del heroísmo de su tocayo.
Siglos después de la muerte de Clarith, la dramaturga Ma escribió un guion sobre Clarith y fue adaptado a una película.[27] Más tarde escribió otro guion con Gammon Octo con respecto a su relación con Michaela y posteriormente fue revisada por el Amo de la Corte.[28] Mientras revisaba el guion, Gammon expresó su incertidumbre sobre si las dos eran amigas o amantes, pero señaló que su relación estaba inevitablemente condenada de cualquier manera.
- Datos: Q850750